# Canthylidia bipartita
Canthylidia bipartita är en fjärilsart som beskrevs av Embrik Strand 1924. Canthylidia bipartita ingår i släktet Canthylidia och familjen nattflyn. Inga underarter finns listade i Catalogue of Life.